# Économie de la Roumanie
L'économie de la Roumanie représente un grand marché d'Europe de l'Est. Cette économie a présenté, avant le déclenchement de la crise financière de fin 2008, les caractéristiques d'une économie « de boom » grâce à sa croissance rapide affichée sur plusieurs années consécutives, assortie d'un niveau relativement bas du chômage et d'une inflation relativement maîtrisée. Toutefois, l'effondrement des investissements directs étrangers (IDE) lors de la récession de 2009-2010 a révélé les problèmes structurels de l'économie roumaine : faible recherche et développement, fuite des cerveaux, faible productivité… L’ajustement mené par la Roumanie (piloté par le FMI), par la suite, a semble-t-il porté certains fruits (retour de la croissance dès 2011). La croissance de l'économie roumaine s'est ensuite affaiblie du fait de la crise économique en zone euro, dont elle est très dépendante, expliquant une croissance fluctuante entre -2 % et +5 % dans les années 2010. Le taux de chômage quant à lui, est relativement faible, étant inférieur à 5 % en 2022.

## Histoire
Après la chute du régime communiste fin 1989, l'industrie du pays, épuisée par le manque d'investissements dû à la politique de remboursement rapide des dettes extérieures (voulue par Nicolae Ceaușescu) et non stimulée par l'absence de concurrence, est obsolète et la production inadaptée aux besoins du pays. Le coût considérable de la construction des travaux d'aménagement du « centre civique » de Bucarest, dont la construction du deuxième plus grand bâtiment administratif au monde (le Palais du Parlement, initialement appelé « Maison du peuple ») a mobilisé une part exorbitante des ressources de la Roumanie qui a donc vu son économie s'effondrer.
Peu de changements sous la première période de pouvoir de Ion Iliescu dont la doctrine était « notre pays n'est pas à vendre », ce qui a limité les privatisations mais donc aussi les pertes de contrôle de la production qui reste aux mains des directions en place. À partir de 1997 un gouvernement de coalition entreprend réformes et privatisations (Dacia en 1999), mais il est miné par les divisions, et aussi par les effets collatéraux des crises asiatiques et russes (effet domino). À la fin de la décennie de 1990, le pays passera près du défaut de paiement, sauvé par un gouvernement de crise présidé par le gouverneur de la Banque Centrale, Mugur Isărescu, qui évite à la Roumanie de connaître l'appauvrissement considérable de la Bulgarie voisine. À partir de 2001 le pays retrouve une croissance solide, de 5 % par an environ, croissance fondée notamment sur le développement des exportations, et à partir de 2007, une fois assurée l'entrée dans l'Union européenne, la croissance s'amplifie encore du fait de l'arrivée massive d'investissements et du fort développement de la consommation et de la construction financés par l'endettement privé. Avec l'arrivée de la crise mondiale le pays connaît désormais une très forte contraction de ses importations, et donc de son déficit de la balance des paiements.

## Monnaie
La monnaie roumaine est le lion (leu en roumain). Depuis le 1er juillet 2005, une nouvelle monnaie (RON) a remplacé l'ancienne monnaie (ROL) par retrait de 4 zéros. En octobre 2015, 1 € = 4,422 RON.

### Passage à l'euro
« La Roumanie peut adopter l’euro avant 2014 », informe România liberă le 20 mai 2007, citant l’affirmation du gouverneur de la Banque nationale de Roumanie, Mugur Isărescu.
Selon ce dernier, le passage à l'euro est prévu pour 2012 et un programme visant à l’adoption de l’euro au plus tard à l’horizon de l’an 2014 étant déjà soumis au gouvernement. Depuis la chute du régime communiste jusqu'à présent, le gouverneur de la banque centrale a été Mugur Isărescu, qui est aussi le seul décideur roumain à faire partie de la Commission trilatérale. Il est aussi l'une des rares personnalités à avoir maintenu son poste après des changements successifs de pouvoir politique.
Avec l'arrivée de la crise, certains ont réclamé l'accélération du passage à l'Euro, vu comme une protection face aux chocs, mais la banque centrale a rappelé que pour passer à l'Euro il est nécessaire de respecter des étapes précises et critères de convergence exigeants.
En 2024, la Commission européenne constate un recul de ces critères de convergence, et notamment de la balance commerciale et des déficits budgétaires.

## Réalité économique
Le salaire mensuel moyen net est de 1 829 RON en mai 2015, soit 411 € à la même date, le salaire minimum garanti par la loi est de 1 050 RON depuis le 1er juillet 2015, soit 236 €. La retraite moyenne est quant à elle de 890 RON, soit 200 €.
En 2005 a été mis en place un impôt à taux fixe (flat tax) de 16 %, tant sur les salaires que les profits des entreprises ou la plupart des autres revenus. Cet impôt modéré a été, selon la plupart des observateurs, un des motifs principaux de la très forte croissance roumaine jusqu'en 2008 (elle a culminé à 9,3 % à la mi 2008…).
Bien que de nombreux problèmes subsistent à différents niveaux, l'économie roumaine a été déclarée économie de marché fonctionnelle par la Commission européenne en octobre 2004. Elle se situe au 39e rang mondial sur 162 économies nationales en 2006, avec 289 milliards de dollars (par PIB, cf. Banque mondiale).
La coalition démocrate-libérale/ social-démocrate au pouvoir depuis décembre 2008 essaye de lutter contre la crise mais part avec le gros handicap d'un déficit public de 5,4 % du PIB laissé en 2008 par la législature précédente.
Les principales mesures du gouvernement sont :
- L'exemption de cotisations sociales et impôts concernant les salariés envoyés en chômage technique
- La mise en place d'un impôt minimum, visant officiellement les sociétés qui ne font jamais de profit
- Le programme « première maison » par lequel l'État garantit des crédits en valeur maximale de 60 000 €, ce qui permet aux accédants à la propriété de bénéficier de taux d'intérêt beaucoup plus faible qu'auparavant. Ce programme semble toutefois cibler davantage la vente de logements déjà construits.

Du fait de l'aggravation de la situation économique mondiale, le gouvernement a souhaité disposer d'une « ceinture de sécurité » et a obtenu en avril 2009 un crédit de 20 milliards d'euros auprès de diverses institutions (majoritairement FMI, avec 13 milliards, mais aussi Union européenne, banque mondiale, BERD…)
L'argent du FMI sera confié à la banque centrale et permettra de limiter les chocs de cours de change et de mieux supporter d'éventuelles sorties de devises. (même si les maisons mères des principales banques de Roumanie se sont librement engagées en avril 2009 à Vienne à ne pas retirer d'argent du pays).
L'argent prêté par l'UE sera confié au gouvernement et doit en principe servir à financer des programmes de grands travaux (autoroutes…) jugés la priorité des priorités pour 2009.
En 2018, la Roumanie procède à une réforme fiscale et sociale, en transférant l'essentiel des charges sociales sur les salariés, tandis que le taux de cotisation des entreprises passe de 35 % à 2,25 %. Des augmentations générales de salaires sont initiées pour compenser l'effet de cette augmentation pour les salariés.
Le taux de chômage s'élève encore à 9 % (en 2019) dans l’est et le sud de la Roumanie. Le chômage des jeunes est lui beaucoup plus important, s'élevant à 18 %. Mais en raison des fortes inégalité territoriales (ces régions souffrent de l’absence de réseaux routiers et ferroviaires modernisés), les entreprises choisissent généralement de s'implanter dans l’ouest du pays. Ou outre, les écoles professionnelles démantelées après la chute du communisme ne font encore l'objet d'aucun projet de relance par le gouvernement.
Le budget du pays est grevé par le coût des subventions aux retraites, dont celui du régime spécial, un phénomène qui inquiète la Commission européenne, qui exige sa réforme avant le versement d'une aide de 3 milliards d'euros au titre du plan de relance.  

### Grandes fortunes
Essentiellement issues des privatisations des années 1990, privatisations menées dans des conditions contestées, des fortunes se sont constituées presque du jour au lendemain. Certaines personnes bien placées dans l'ancien système communiste et sécuriste (agents de la Securitate ou dignitaires du Parti communiste roumain) ont largement profité du désordre suivant la révolution de 1989, et se sont partagé des pans entiers de l'industrie et des services du pays pendant l'époque dite de transition vers l'économie de marché.
Selon le top 2009 de Forbes, l'homme d'affaires libéral Dinu Patriciu (1950-2014), ancien propriétaire du groupe pétrolier Rompetrol — vendu à 75 % en 2008 et 25 % en 2009 — reste le Roumain qui a été le plus riche avec une fortune estimée à 2,2 milliards d'euros.
En seconde position arrive le patron du groupe Interagro, Ion Niculae, dont Forbes évalue la fortune à 1,2 milliard d'euros.
Et sur la troisième marche du Podium (second l'année précédente) figure l'ancien tennisman Ion Tiriac, dont les diverses activités sont estimées à 800-850 millions d'euros.

## Secteur économique

### Agriculture
La Roumanie a produit en 2018 :
- 18,6 millions de tonnes de maïs (9e producteur mondial ;
- 10,1 millions de tonnes de blé (16e producteur mondial) ;
- 3 millions de tonnes de tournesol (4e producteur mondial, seulement derrière l'Ukraine, la Russie et l'Argentine);
- 3 millions de tonnes de pomme de terre ;
- 1,8 million de tonnes de orge ;
- 1,6 million de tonnes de colza ;
- 1,1 million de tonnes de raisin (17e producteur mondial) ;
- 1 million de tonnes de chou ;
- 978 000 tonnes de betterave à sucre, qui est utilisée pour produire du sucre et de l'éthanol ;
- 842 000 tonnes de prune (2e producteur mondial, seulement derrière la Chine) ;
- 742 000 tonnes de tomates ;
- 643 000 tonnes de pomme ;
- 521 000 tonnes de pastèque ;
- 465 000 tonnes de soja ;
- 383 000 tonnes de avoine.

En plus de petites productions d'autres produits agricoles.
Sur un total de 23,8 millions d'hectares que compte la Roumanie, plus de 60 % sont occupés par des activités agricoles. La taille moyenne d'une exploitation agricole est de 2 ha de terres arables. L’autosuffisance paysanne est la norme. Des tentatives de remembrements volontaires se sont soldées par des échecs jusqu'à présent.
Grenier à blé de l'Europe au XIXe siècle et jusque dans les années 1920, la Roumanie a vu son potentiel agricole détruit par la politique communiste menée entre 1945 et 1989. Privilégiant une industrie lourde et imposant brutalement la collectivisation des moyens de productions agricoles, la production roumaine s'est effondrée rapidement dès les années 1950. Une forte résistance à la politique de collectivisation ou de nationalisation des terres a conduit non seulement à l'élimination physique de nombreux paysans et exploitants capables et productifs, mais aussi à la perte de toute motivation de la population paysanne, très attachée à la propriété de sa terre. Les principaux mouvements de résistance armés au régime communistes se sont d'ailleurs développés dans les campagnes à la suite du refus du monde rural de se voir imposer les fermes collectives.
Les efforts réalisés par les gouvernements post-communistes successifs pour rendre l'agriculture roumaine compétitive face à ses concurrents sont restés très limités et principalement de type saupoudrage social vers les agriculteurs de subsistance. Le regroupement des micro parcelles progresse lentement du fait notamment de litiges sur la propriété et d'absence de fiscalité incitant à céder les nombreux terrains non travaillés, les filières d'écoulement et plus généralement les marchés de marchandises agricoles sont encore balbutiants, les financements bancaires alloués à l'agriculture rares. Le résultat logique d'un désintérêt national pour un secteur essentiel de l'économie roumaine se traduit au travers des chiffres : plus de 70 % des produits agro-alimentaires sont importés en Roumanie et cela en dépit de l'immense surface agricole utile disponible dans le pays et du niveau important de fertilité des sols.

### Industrie

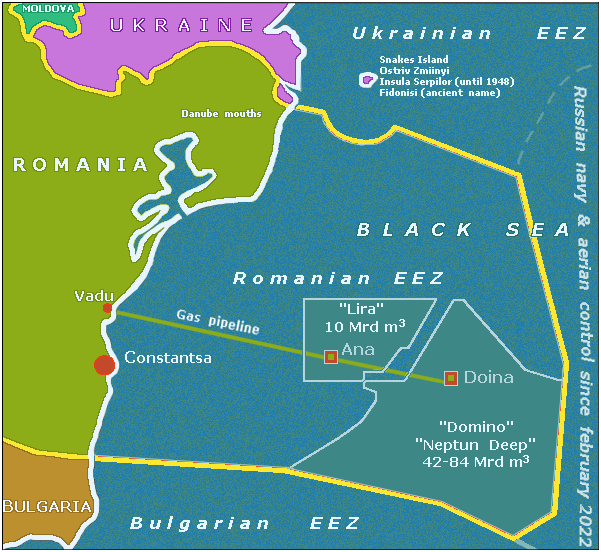
La Roumanie exploite des gisements de gaz naturel off-shore dans sa zone économique exclusive, dans une région impactée par l'invasion de l'Ukraine par la Russie de 2022, notamment lors de la bataille de l'île des Serpents (2022).

### Énergie
La production d'énergie primaire de la Roumanie s'est élevée à 25,5 Mtep en 2017, dont 17,5 % de charbon, 14 % de pétrole, 33,4 % de gaz naturel, 11,8 % de nucléaire, 4,9 % d'hydroélectricité, 15,1 % de biomasse et 3,3 % d'éolien et solaire.

## Intégration dans l'UE
La Roumanie, favorisée par une main-d'œuvre qualifiée, à bas coût, une fiscalité attractive, une position géostratégique et son adhésion à l'Union européenne le 1er janvier 2007, est en train de devenir, selon certains analystes, « un paradis des délocalisations».
La majorité des échanges du pays sont désormais tournés vers l'UE.
Le pays compte beaucoup sur les fonds européens (enveloppe de 30 milliards d'euros sur 2007-2013) pour accélérer son développement.
Il doit cependant compter avec l'impatience croissante des principaux pays bailleurs, lesquels s'impatientent face à l'absence de progrès dans la lutte contre la corruption (aucune condamnation de responsables de haut niveau) et menacent de remettre en cause les fonds structurels.

## Main-d'œuvre étrangère
Alors que de nombreux Roumains sont partis travailler en Europe de l'Ouest, le chômage est très faible (dans la capitale il est presque inexistant). Ceci se traduit par des employés roumains de plus en plus « exigeants » selon l'expression souvent utilisée par les patrons. Ces derniers ne veulent ou ne peuvent pas augmenter les salaires aussi vite, surtout dans des domaines où trouver de la main-d'œuvre est un vrai défi comme l'industrie textile.
Un exemple est la compagnie Wear Company qui a annoncé avoir employé 300 Chinoises. Début 2007, les Chinoises se sont révoltées en faisant la grève et en jetant des cuillères vers le bureau du patron. Selon ce dernier, Sorin Nicolescu, elles demandaient 600 euros par mois brut alors que leur salaire d'alors était de 250 euros par mois avec logement et cuisine offerts à l'intérieur de l'entreprise, ce qui représente selon le patron « plus du double » de ce que gagne une employée roumaine du textile. Dans le cas où les Chinoises ne vont pas accepter les conditions «... elles repartiront chez elles et on leur paiera le billet retour. De toute façon je suis déjà en contact avec une autre société et dès le 15 février j'attends de nouvelles employées » dit Sorin Nicolescu.
Sur ce sujet, les intermédiaires ayant recruté les ouvrières (qui leur reversaient une partie de leur salaire) sont certainement les principaux fautifs.
En fait même en période de forte pénurie de main-d'œuvre les autorités roumaines ont accordé peu de possibilités légales aux entreprises souhaitant avoir recours à des travailleurs étrangers non citoyens de UE (moins de 20 000 permis de travail par an).
La République de Moldavie fait exception, dans le sens où, pour des raisons historiques, plus d'un million de ses citoyens ont la double nationalité moldave et roumaine, ce qui leur permet de travailler librement sur le territoire roumain.
Si on parle d'environ 3 millions de Roumains partis travailler à l'étranger, traditionnellement beaucoup en Italie, et récemment encore davantage en Espagne, un retour d'une partie d'entre eux commence à s'amorcer, du fait de la chute du secteur de la construction espagnol et de problèmes de xénophobie en Italie, ce qui limite désormais très fortement le besoin de recours à la main-d'œuvre étrangère.
Le gouvernement a dû augmenter les quotas pour les travailleurs extracommunautaires, passés de 3 000 en 2016 à 20 000 en 2019. Ces derniers sont souvent originaires d'Inde et perçoivent des salaires deux à trois fois plus élevés que dans leur pays, leur permettant d'en envoyer une partie à leurs familles. Cependant, des scandales ont éclaté concernant leurs conditions de vie parfois insalubres, et leurs contrats fixent à soixante heures par semaine la durée de leur travail.

## Investissements récents
Des investissements majeurs ont été réalisés dans la distribution. En avril 2006, la Roumanie possédait le plus grand centre commercial de toute l'Europe centrale et de l'Est qui fut construit en moins de 11 mois avec une valeur d'investissement de 60 millions d'euros. Le centre commercial Feeria a une superficie de 32 600 mètres carrés avec un hypermarché Carrefour et une galerie réunissant 70 magasins.
La construction de super et hypermarchés s'accélère rapidement, le groupe Carrefour voulant doubler le nombre de supermarchés de 6 à 11 d'ici 2007, pour contenir la concurrence déjà présente. Ces groupes, bien installés, dépendent pour certains d'actionnariat roumain, comme Metro — bien que le groupe ne soit pas roumain, il fut le premier à ouvrir des supermarchés avec du capital roumain dès le début des années 1990 — ou sont des nouveaux venus comme Selgros. Parmi les derniers venus qui approchent le marché roumain on trouve Real, Spar, Auchan. Tesco aurait également des plans d'investissement et d'expansion dans le pays.
Dans l'industrie automobile, le succès de la relance de Dacia par Renault a donné des idées à Ford qui a repris en 2007 l'usine Daewoo de Craiova. Renault ne veut plus se limiter à son site de Pitești et a annoncé en 2006 la création d'un centre de recherches mondial, et d'une unité spécialisé dans les boîtes de vitesses, dans une usine dédiée. La sous-traitance automobile se développe notamment dans le pneumatique : Continental AG est implanté à Timișoara et Michelin à Zalău et Florești, alors que Pirelli a annoncé en 2007 voulant faire de son implantation de Slatina un de ses centres industriels majeurs.
De fait, si dans les années 1990 et au début des années 2000 la Roumanie s'est beaucoup basée sur l'industrie textile notamment (également industrie du bois), au cours des années 2000, alors que le textile régressait du fait des hausses de salaires, c'est le secteur automobile qui s'est le plus développé.
L'autre étoile montante de la Roumanie est le secteur des nouvelles technologies, domaine dans lequel le pays dispose désormais une réputation sur le plan mondial. Les principaux géants du secteur se sont donc logiquement installés dans le pays (IBM, Amazon, HP, Oracle, Microsoft...). Bill Gates aurait d'ailleurs déclaré il y a quelques années que la seconde langue chez Microsoft était le roumain.
La grande distribution a aussi créé beaucoup d'emplois, mais beaucoup lui reprochent de trop favoriser les produits d'importation.
L'agriculture, elle, est toujours très en retard, notamment du fait de l'extrême morcellement des terres et d'une allergie à tout ce qui est collectif. Pourtant le potentiel du pays est considérable, ce qui offre encore d'importantes possibilités à de futurs investisseurs.